# 西崎彩
西崎 彩（にしざき あや、1984年6月21日 - ）は、日本の元ファッションモデル、元女優である。東京都出身。元ピーチ所属。血液型はB型。

## 略歴
2001年、テレビ東京系『ASAYAN』の「スーパーグラビアアイドルオーディション」にてグランプリを獲得。
2002年1月に写真集『99%』を発売。同年にテレビ東京『爆NEW』から生まれた、宮前るいとのユニット・amicaとしてシングル「この夢かなえて」をリリース。
2003年、『ニューカレドニアプリンセスコンテスト』にてフォトジェニック賞を受賞。
2004年、芸能人女子フットサルチーム・FANTASISTAに参加。同チームの初代キャプテンである。同年に松井絵里奈らとともに結成した6人組ユニット・Linda☆Lindaのメンバーとして、シングル「超☆狙いうち2004 Featuring Linda Yamamoto」をリリース。
2006年よりファッション雑誌『Fine』の専属モデルとなる。ほかにテレビドラマや映画、情報番組出演などで活動した。
2012年、同じく『Fine』のモデルであった清宮佑美がブログにて、西崎が飲食店の開店のために女優の仕事を辞めていたことを明かした。

## 出演

### テレビドラマ
- はみだし刑事情熱系 クリスマススペシャル（2003年12月、テレビ朝日）
- はみだし刑事情熱系 PART8最終章 第7話・8話（2004年5月 - 6月、テレビ朝日）横山友恵
- ディビジョン1  ステージ7『東京ミチカ』 第4話（2004年11月、フジテレビ）
- ヴォイス〜命なき者の声〜 第1話（2009年1月、フジテレビ）
- あたしたちの桃色日記 第4回「極上ナイトに指名して」（2009年3月、BS11）
- 任侠ヘルパー 第1話（2009年7月、フジテレビ）
- 東京DOGS 第2話（2009年10月、フジテレビ）

### 映画
- 喰いしん坊!（2008年）
- ジャンプ（2008年）
- 三十九枚の年賀状（2008年）川村香織 役
- ぼくとママの黄色い自転車（2009年）
- 人生をうまく跳べない人（2009年）西崎彩 役
- 吸血少女対少女フランケン（2009年）
- ハンドメイドエンジェル（2010年）打越凛 役

### 舞台
- 銀行強盗前夜（2011年4月）

### その他のテレビ番組
- 爆NEW（2002年2月 - 4月、テレビ東京）
- ストリートジェネレーション（2003年10月 - 11月、テレビ東京）
- めざましテレビ（2007年4月 - 2008年3月、フジテレビ）「MOTTOいまドキ!」リポーター

### インターネット
- 週刊Music EX（2005年11月 - 2006年9月、BIGLOBEストリーム）

### ファッションショー
- 東京ガールズコレクション（2008年）
- 渋谷ガールズコレクション（2008年）

### 雑誌
- Fine（2006年 - 2009年、日之出出版）専属モデル

## 作品

### 写真集
- 99%（2002年、ワニブックス）ISBN 978-4847026959

### DVD
- pearl（2004年、パンド）